# Schwadergraben (Erlbach)
Der Schwadergraben ist ein rechter Zufluss des Erlbachs bei Haundorf im mittelfränkischen Landkreis Weißenburg-Gunzenhausen.

## Verlauf
Der Schwadergraben entspringt im Spalter Hügelland auf einer Höhe von 481 m ü. NN nördlich des Ortskerns von Kalbensteinberg auf dem Gebiet der Gemeinde Absberg und fließt zunächst westlich. Am mittleren Lauf nimmt er von Südosten her den nicht viel kürzeren Wolfbach auf, der am Nordhang des Reckenbergs entsteht, und wendet sich dann auf Nordwestkurs. Der Schwadergraben mündet auf einer Höhe von 403 m ü. NN bei der Hessenmühle in Obererlbach von rechts in den Erlbach.